# Cliff Williams (baloncestista)
Clifford L. "Cliff" Williams (nacido el 15 de abril de 1945 en Detroit, Míchigan) es un exjugador de baloncesto estadounidense que jugó en una temporada de la NBA. Con 1,91 metros de estatura, lo hacía en la posición de escolta.

## Trayectoria deportiva

### Universidad
Jugó durante cuatro temporadas con los Falcons de la Universidad Estatal de Bowling Green, tras haber sido un legendario jugador de las canchas callejeras de baloncesto de Detroit. Llegó a anotar 63 puntos en un partido en su etapa de instituto.

### Profesional
Tras no ser elegido en el Draft de la NBA de 1968, fichó por los Detroit Pistons, con los que únicamente llegó a disputar 3 partidos, en los que promedió 1,3 puntos y 1,0 rebotes.

## Estadísticas de su carrera en la NBA

### Temporada regular
| Temporada | Edad | Equipo          | Liga | Pos. | P | TIT | MIN | TC  | TCA | %TC  | 3P | 3PA | %3P | 2P  | 2PA | %2P  | TL  | TLA | %TL | R.OF. | R.DEF. | REB | ASIS | ROB | TAP | PER | FP  | PTS |
| 1968-69   | 23   | Detroit Pistons | NBA  |      | 3 |     | 6.0 | 0.7 | 3.0 | .222 |    |     |     | 0.7 | 3.0 | .222 | 0.0 | 0.0 |     |       |        | 1.0 | 0.7  |     |     |     | 2.3 | 1.3 |
| Total     |      |                 | NBA  |      | 3 |     | 6.0 | 0.7 | 3.0 | .222 |    |     |     | 0.7 | 3.0 | .222 | 0.0 | 0.0 |     |       |        | 1.0 | 0.7  |     |     |     | 2.3 | 1.3 |